# Talburgtor

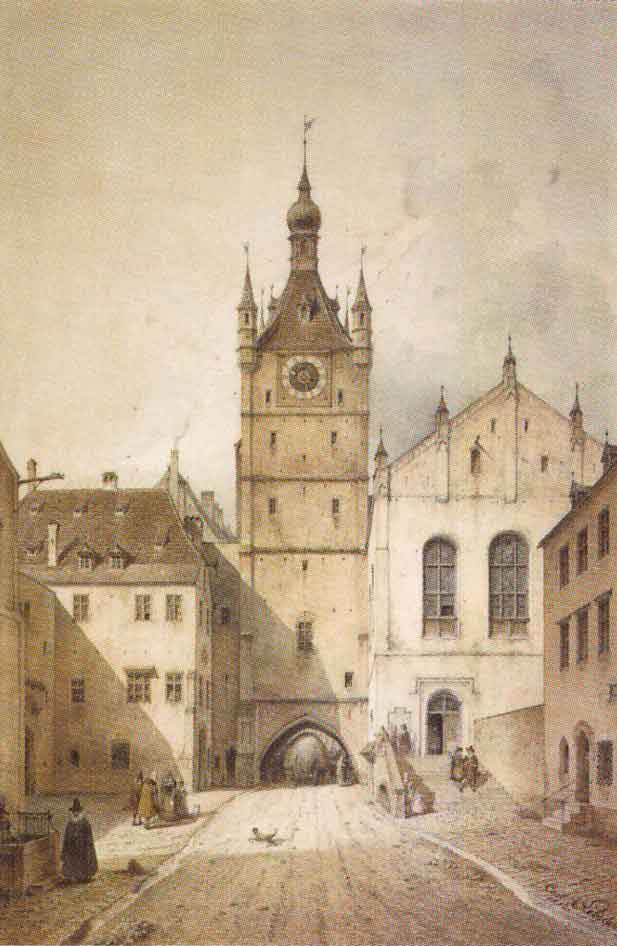
Talburgtor mit Altem Rathaus, Carl August Lebschée, 1853

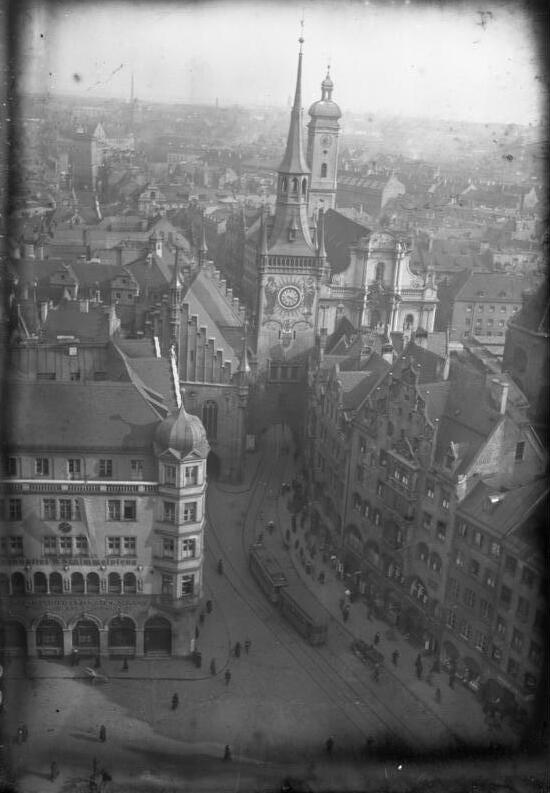
Blick vom Neuen Rathaus auf das Talburgtor, 1923

Das Talburgtor, auch Talbrucktor genannt, war eines der fünf Stadttore der gegen Ende des 12. Jahrhunderts erbauten ersten Stadtmauer des mittelalterlichen Münchens. Das Talburgtor wurde auch als Unteres Tor, Taltor oder Rathausturm bzw. Alter Rathausturm bezeichnet. Es lag im Osten der Altstadt an der Stelle, wo heute noch der Rathausturm an der Südseite des Alten Rathauses steht.

## Geschichte
Erstmals urkundlich erwähnt wurde das Tor 1301 unter der Bezeichnung porta inferior (Unteres Tor) in Entsprechung zu dem im Westen der Stadt liegenden Oberen Tor oder Kaufingertor. Durch diese beiden Tore führte die Salzstraße durch München nach Westen. Da das Kaufingertor bereits 1239 als Oberes Tor erwähnt wurde, ist anzunehmen, dass damals auch bereits sein Gegenstück, das Untere Tor, existierte.
Das Talburgtor war ein einfacher Turm mit Tordurchfahrt. 1392–94 wurde das Tor als Rathausturm umgestaltet, 1460 wurde es mit dem Alten Rathaus durch Blitzeinschlag zerstört. 1470 bis 1480 baute Jörg von Halspach parallel zum Bau der Frauenkirche auch das Alte Rathaus mit Rathausturm im spätgotischen Stil wieder auf. In dieser Fassung ist der Turm auch auf der ältesten Münchner Stadtansicht in der Schedelschen Weltchronik von 1493 abgebildet.
Im 16. Jahrhundert wurde die Fassade mit Fresken bemalt, und der Turm erhielt eine Zwiebelhaube. So ist der Turm im Stadtmodell Münchens von Jakob Sandtner aus dem Jahre 1570 dargestellt. Im 19. Jahrhundert bekam er einen neogotischen Spitzhelm.
1944 wurde der Alte Rathausturm durch Bomben schwer beschädigt und daraufhin abgerissen. Von 1971 bis 1974 wurde er im spätgotischen Stil, wie er von Halspach erbaut worden war, wiedererrichtet.

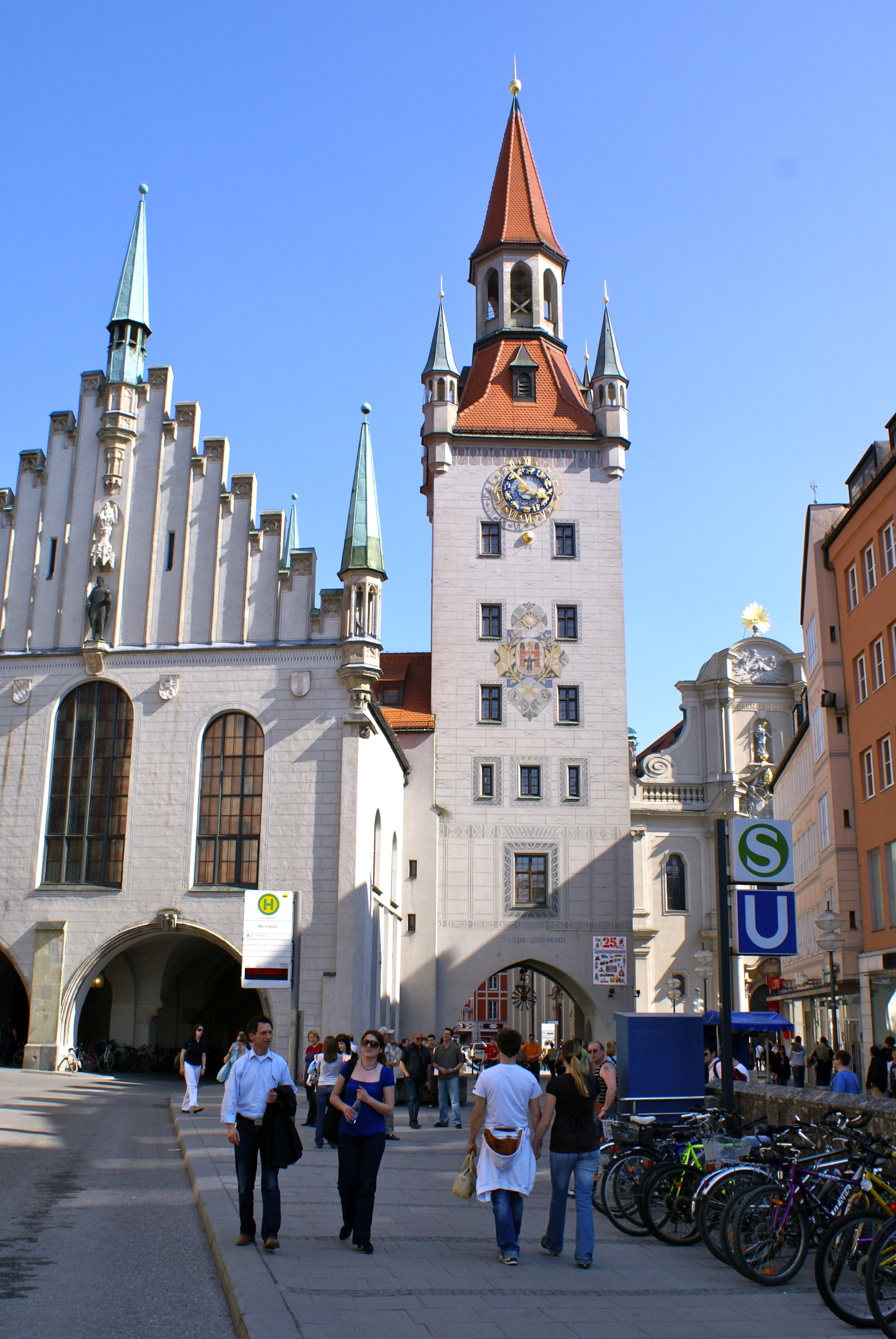
Der wiedererrichtete Turm

## Diverses
Im alten Rathausturm ist heute das Spielzeugmuseum untergebracht.
Stadtauswärts des Rathausturms steht an der Südwand des Alten Rathauses seit 1974 als Geschenk  aus der Münchener Partnerstadt Verona eine Statue der Julia von Verona, eine Replik der von Nereo Costantini für Verona geschaffenen Statue.